# Vermelho e Branco
O Grêmio Recreativo Escola de Samba Vermelho e Branco é uma escola de samba de Cabo Frio. Foi campeã do grupo especial do carnaval de sua cidade nos anos de 1986, 1995 e 2006.

## Segmentos

### Presidentes
Rômulo 

| Nome           | Mandato | Ref. |
| -------------- | ------- | ---- |
| ? - atualidade | [ 1 ]   |      |

### Diretores
| Ano  | Diretor de Carnaval | Diretor geral de harmonia | Mestre de bateria | Ref.  |
| ---- | ------------------- | ------------------------- | ----------------- | ----- |
| 2013 |                     |                           | Guinho            | [ 1 ] |
| 2017 |                     |                           |                   |       |

### Coreógrafo
| Ano  | Nome | Ref. |
| ---- | ---- | ---- |
| 2015 |      |      |
| 2017 |      |      |

### Casal de Mestre-sala e Porta-bandeira
| Ano  | Nome                             | Ref.  |
| ---- | -------------------------------- | ----- |
| 2012 | Plínio Santos e Laura de Lamares | [ 2 ] |
| 2017 |                                  |       |

### Rainhas de bateria
| Período | Rainha           | Madrinha | Ref.  |
| ------- | ---------------- | -------- | ----- |
| 2013    | Isabela Nogueira |          | [ 1 ] |
| 2017    |                  |          |       |

## Carnavais
| Ano                          | Colocação                    | Grupo                        | Enredo. Das trevas a luz a criação do universo           | Carnavalesco Anderson Abreu  | Intérprete Jean Bessa, Ângelo Oliveira e Jorginho Batuqueiro | Ref.          |
| ---------------------------- | ---------------------------- | ---------------------------- | -------------------------------------------------------- | ---------------------------- | ------------------------------------------------------------ | ------------- |
| 2008                         | 2º lugar                     | Acesso                       |                                                          |                              |                                                              | [ 3 ]         |
| 2009                         | 5º lugar                     | Especial                     | A Vermelho e Branco desvenda os segredos                 |                              |                                                              | [ 4 ] [ 5 ]   |
| 2010                         | 7º lugar                     | Especial                     | Um carnaval para sentir na pele                          |                              |                                                              | [ 6 ] [ 7 ]   |
| 2011                         | 3º lugar                     | Acesso                       | Diáspora Africana, Cabo Frio - Paraíso da raça humana... |                              |                                                              | [ 8 ]         |
| 2012                         | Campeã                       | Acesso                       | Cachaça, futebol e carnaval: paixões nacionais.          | Marquinho Martins            | Jean Bessa                                                   | [ 1 ] [ 9 ]   |
| Em 2013 não ocorreu desfile. | Em 2013 não ocorreu desfile. | Em 2013 não ocorreu desfile. | Em 2013 não ocorreu desfile.                             | Em 2013 não ocorreu desfile. | Em 2013 não ocorreu desfile.                                 | [ 10 ]        |
| 2014                         | 5º lugar                     | Especial                     |                                                          |                              |                                                              | [ 11 ] [ 12 ] |
| 2015                         | 6º lugar                     | Especial                     |                                                          |                              |                                                              | [ 13 ]        |
| Em 2016 não ocorreu desfile. |                              |                              |                                                          |                              |                                                              |               |
| 2017                         |                              |                              |                                                          |                              |                                                              |               |

## Títulos
- Campeã em Cabo Frio: 1986, 1995 e 2006[1]
- Campeã do grupo de acesso: 2001 e 2012